# 紐約中部地區精神病學中心
紐約中部地區精神病學中心，為美國一座戒備等級最高的司法精神醫學醫院，位於紐約州馬西鎮，隸屬於紐約州心理健康辦公室，負責紐約州懲教和社區監督部轄下所有監獄的心理健康服務。患有精神疾病的受刑人可能被強制送往紐約中部地區精神病學中心，性罪犯亦在此執行民事監禁。除位於馬西的院本部外，該中心於紐約州各監獄亦設有派駐單位。
紐約中部地區精神病學中心與中州監獄共用地址，位置鄰近馬西監獄。

## 歷史
紐約州第一所州立精神衛生機構是於1843年成立的紐約州尤蒂卡精神病院，該院啟用後開始接受各郡監獄轉移的患者，並於1850年接收範圍擴大至州立監獄；後由於院內的一般患者與來自監獄的患者發生衝突，後者遂於1859年轉送至奧本監獄的新設機構，惟由於人數逐漸不堪負荷，州政府為此於1892年建立馬特萬州立醫院，並因人數持續增加而又於1899年增設丹尼莫拉州立醫院。直至1960年代，馬特萬及丹尼莫拉兩醫院已接收約3,000名受刑患者，面臨極度擁擠的狀況，當時受刑人的轉送或釋放僅須典獄長的證明許可，缺乏法院的審查；1966年聯邦最高法院對「巴克斯特羅姆訴赫羅爾德案」做出裁判後，總計約有1,000名受刑患者自馬特萬和丹尼莫拉兩間醫院獲釋。
1974年，馬特萬州立醫院收容的受刑人提起聯邦集體訴訟「內格倫訴沃德案」（Negron v. Ward），指控馬特萬的生活環境惡劣，且被轉送至該醫院的病房實際上為另一種懲罰性措施。在該訴訟的進行及其他對該州監獄精神衛生處理方式的批評下，紐約州議會遂通過法案，將負責受刑人精神治療的權限劃歸於心理健康辦公室，並授權其為患有精神疾病的受刑人設立一座專門醫院。紐約中部地區精神病學中心於1977年1月1日正式成立，最初設置於馬特萬，同年9月遷至馬西，並使用原馬西精神病學中心的部分建築，約有100名受刑患者轉移至該中心，馬特萬州立醫院也在其後關閉；馬西精神病學中心的其餘建築則改建為中州監獄，馬西監獄亦在其對街落成。
同樣於1977年，紐約中部地區精神病學中心於該州主要的州立監獄設置7個派駐診所（行政管理事務起初與馬西的病學中心相互獨立運作，後於1993年整合）；截至2004年，該中心已於23所監獄設有據點。紐約州於1999年通過《肯德拉法案》，授權法庭強制罹患嚴重精神疾病的患者接受協助型門診治療，該中心因此得以於受刑人獲釋前為其聲請這項治療命令。紐約州根據1986年「路發訴卡茨案」（Rivers v. Katz）的判決結果，必須將病患送往精神病學中心並取得法院授權，才可對其施以非自願精神藥物治療，該判例使紐約中部地區精神病學中心成為該州唯一可對受刑人進行非自願精神治療的機構。
2006年白原市的城市廣場購物中心發生謀殺案後，紐約州議會於次年通過《性犯罪者管理與治療法案》（2007 Sex Offender Management and Treatment Act），允許政府對「危險性犯罪者」（dangerous sex offender(s)）執行民事監禁，該法案規定由紐約中部地區精神病學中心及奧格登斯堡的聖羅倫斯精神病學中心（St. Lawrence Psychiatric Center）負責收容。2017年的一篇新聞報導指出，獄政人員的工會代表質疑紐約中部地區精神病學中心的秩序混亂，並將原因歸咎於紐約州懲教和社區監督部與心理健康辦公室之間缺乏協調，以及對被收容的患者究竟屬於監獄系統或精神衛生系統的定位模糊不清；且儘管受刑人的紀錄為公開資訊，然卻有記者發現紐約中部地區精神病學中心以隱私保護為由，拒絕證實其採訪對象是否收容於該中心。
2021年10月，紐約中部地區精神病學中心啟動一項4,000萬美元的設施現代化和改造計畫。同年11月，該中心內的受刑人發生毆打事件，其中一人因被擊中頭部而送往醫院治療，最終因傷勢過重而死亡。

## 統計
1988年的一項研究指出，紐約中部地區精神病學中心受刑患者的種族及宗教背景，與紐約州監獄整體受刑人的比例大致相同；然相較而言，該中心的未婚收容人比例明顯較高，擁有高中以上學歷則較少。此外，該中心收容人犯下暴力犯罪的可能性更高，刑期亦較長。2017年的另一份報告顯示，於聖羅倫斯及紐約中部地區精神病學中心兩機構接受民事監禁的收容人中，有約⅔未具有按規定須登記為性罪犯的前科。
《倡導》雜誌於2018年刊載的文章引述一名被收容的男子的說法，其指出紐約中部地區精神病學中心的收容人中，超過半數為男同性戀及雙性戀男性。